# Bobby-Gaye Wilkins
Bobby-Gaye Wilkins (Jamaica, 10 de septiembre de 1988) es una atleta jamaicana, especializada en la prueba de 4x400 m en la que llegó a ser subcampeona olímpica en 2008.

## Carrera deportiva
En los JJ. OO. de Pekín 2008 ganó la medalla de plata en los relevos 4x400 metros, con un tiempo de 3:20.40 segundos, tras Estados Unidos y por delante de Reino Unido, siendo sus compañeras de equipo: Shericka Williams, Shereefa Lloyd, Rosemarie Whyte y Novelene Williams.